# Lumban Tonga Tonga (Pakkat)
Lumban Tonga Tonga is een bestuurslaag in het regentschap Humbang Hasundutan van de provincie Noord-Sumatra, Indonesië. Lumban Tonga Tonga telt 1141 inwoners (volkstelling 2010).